# Le Neuvième Jour
Pour plus de détails, voir Fiche technique et Distribution.
Le Neuvième Jour (Der neunte Tag) est un film allemand de 2004, réalisé par Volker Schlöndorff à partir d'une histoire vraie, celle d'un prêtre luxembourgeois, le père Jean Bernard.

## Synopsis
Pendant la Seconde Guerre mondiale, l'abbé résistant Henri Kremer se voit mystérieusement libéré du camp de concentration de Dachau. À son arrivée au Luxembourg, il apprend que les nazis, sous couvert de lui permettre de rendre hommage à sa mère récemment décédée, lui accordent neuf jours pour convaincre son évêque d'abandonner sa politique d'opposition face au régime. Si Kremer parvient à convaincre l'évêque, il en sera récompensé par une liberté définitive. En cas de tentative de fuite, Kremer mettra en danger non seulement la vie des déportés de Dachau, mais aussi celle de sa famille. Déchiré entre les souvenirs insoutenables de l'horreur du camp et sa conviction de chrétien, Kremer est pris dans un dilemme d'autant plus éprouvant que Gebhardt, lui-même diacre, use d'arguments théologiques pour l'amener à trahir.

## Fiche technique
- Titre : Le Neuvième Jour
- Titre original : Der neunte Tag
- Réalisation : Volker Schlöndorff
- Scénario : Andreas Pflüger et Eberhard Görner d'après les mémoires de Jean Bernard Pfarrerblock 25487
- Musique : Alfred Shnitke (comme Alfred Schnittke)
- Directeur de la photographie : Thomas Erhart
- Montage : Peter R. Adam
- Année de sortie : 2004
- Durée : 98 minutes
- Genre cinématographique : Film dramatique
- Pays de production : Allemagne, Luxembourg et République tchèque

## Distribution
- Ulrich Matthes : abbé Henri Kremer
- August Diehl : Untersturmführer Gephardt
- Bibiana Beglau : Marie Kremer
- Hilmar Thate : l'évêque Philippe
- Germain Wagner : Roger Kremer
- Jean-Paul Raths : Raymond Schmitt
- Ivan Jirik : Armando Bausch
- Karel Hromadka : père Laurant Koltz

## Autour du film
Ce film est inspiré d'un passage de l'histoire vraie du père Jean Bernard, prêtre catholique luxembourgeois. Jean Bernard survit à la déportation et écrit ses mémoires : Pfarrerblock 25487 (Bloc des prêtres 25487). Il meurt en 1994 à l'âge de 87 ans.

## Analyse
Dans la revue La Règle du jeu, Laurent Dispot écrit que « Le Neuvième Jour, en 2004, aura été une réplique du meilleur cinéma au piètre Amen de Constantin Gavras en 2002, paresseuse resucée du tract de propagande qu’est Le Vicaire, pièce de théâtre de Rolf Hochhuth. [...] chaque moment, chaque écho, chaque allusion du Neuvième Jour de Volker Schlöndorff, tout ce qui fait ce film, et qui le porte, le rendent exceptionnel. Il est la vérité, alors que tout y est création, réalité recomposée ; rien de moins fictif que cette fiction. Sa substance est toute de substances : de nappes, comme on dit du pétrole, qui sont en dessous. Il faut y accéder, ce film est "impossible" sans réflexion, sans le commentaire, sans le réfléchir, sans le re-projeter, pour soi-même et les autres. Sur une scène intime et en en parlant. »
Dominique Greiner salue, dans le journal La Croix, un film « à la fois éprouvant et captivant de bout en bout. À aucun moment Schlöndorff ne tombe dans le piège du moralisme. Au contraire, il a su mettre en scène la complexité de la décision éthique dans certaines situations limites où l'homme est face à lui-même. La foi, même éprouvée, y apparaît comme une ressource qui permet d'inventer un chemin de résistance. »
L'écrivain et critique Aurélien Ferenczi va dans le même sens dans Télérama : « Il y a dans ce débat théologique une étonnante intensité, sans doute parce que c'est une certaine idée de l'humanité tout entière qui se joue entre ces deux hommes. »